# Lopburi (flod)

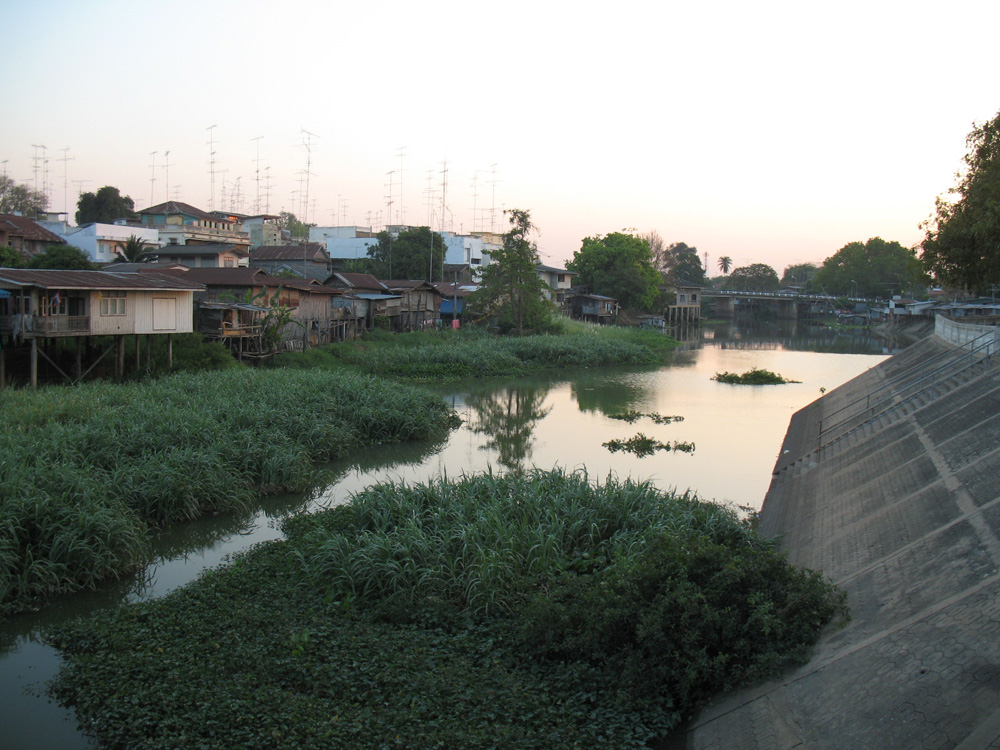
Floden Lopburi i utkanten av staden Lop Buri.

Lopburi är en flod i Thailand. Den flyter samman med Chao Phraya tillsammans med Pasak vid Ayutthaya. Den är 95 kilometer lång.